# Hymenophyllum hallierii
Hymenophyllum hallierii är en hinnbräkenväxtart som beskrevs av Eduard Rosenstock. Hymenophyllum hallierii ingår i släktet Hymenophyllum och familjen Hymenophyllaceae. Inga underarter finns listade.